# Fàbrica del Malpàs
La Fàbrica del Malpàs era una fàbrica de riu, del municipi de Sallent (Bages), dedicada a la indústria tèxtil, que va funcionar des de mitjan segle xix fins al 1979.

## Descripció
L'edifici consta de planta baixa, un pis i golfes, amb teulada a dues aigües. Els murs són d'aparell de pedra irregular unida amb morter. Les obertures són emmarcades amb maó. Té filades de 8 finestres de tipus industrial a cada planta. Utilitza una sola filada de columnes de ferro colat. Al costat de la nau més vella s'hi van construir unes instal·lacions més modernes. Conserva l'entrada d'aigües i la resclosa, així com una xemeneia de tronc circular.

## Història
L'any 1850 Joan Mas i Cia. va comprar el terreny per edificar-hi la fàbrica i el 1852 s'acabà la construcció. Durant els primers anys del segle xx, l'adquireix l'emprenedor industrial Llorenç Mata i Pons, l'amo de la colònia de cal Casas de Puig-reig, que tenia fàbriques també a Vilanova, Mataró i Alguaire. Entre els anys 1911 i 1936 es van realitzar importants ampliacions. Va tancar la seva activitat el 1979.